# Linogravat

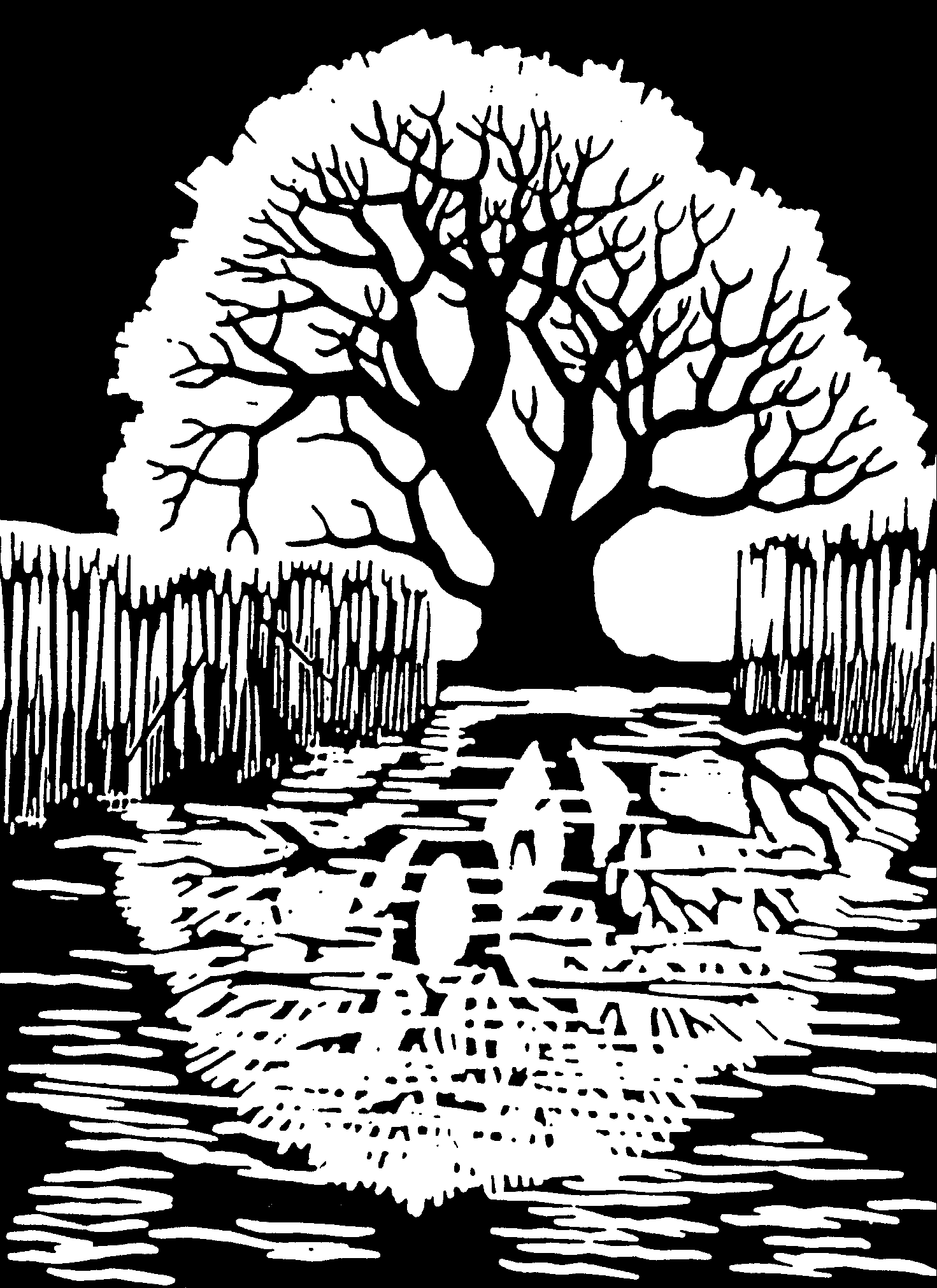
Linogravat monocrom: Roure i el seu reflex (Eiche mit Spiegelbild, 1975), Hartmut Josi Bennöhr

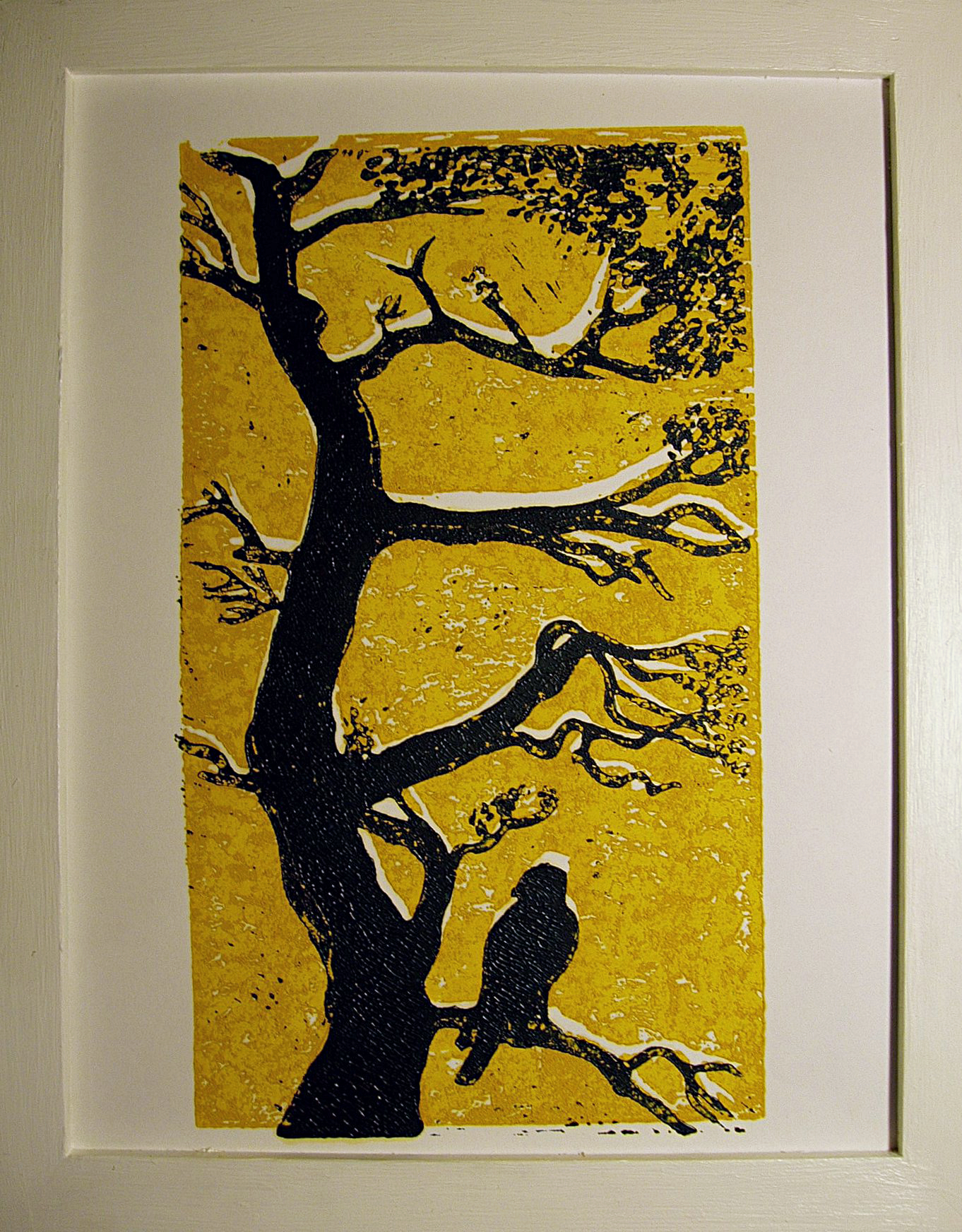
Linogravat en dos colors (2006), de l'artista estonià Ivo Kruusamägi

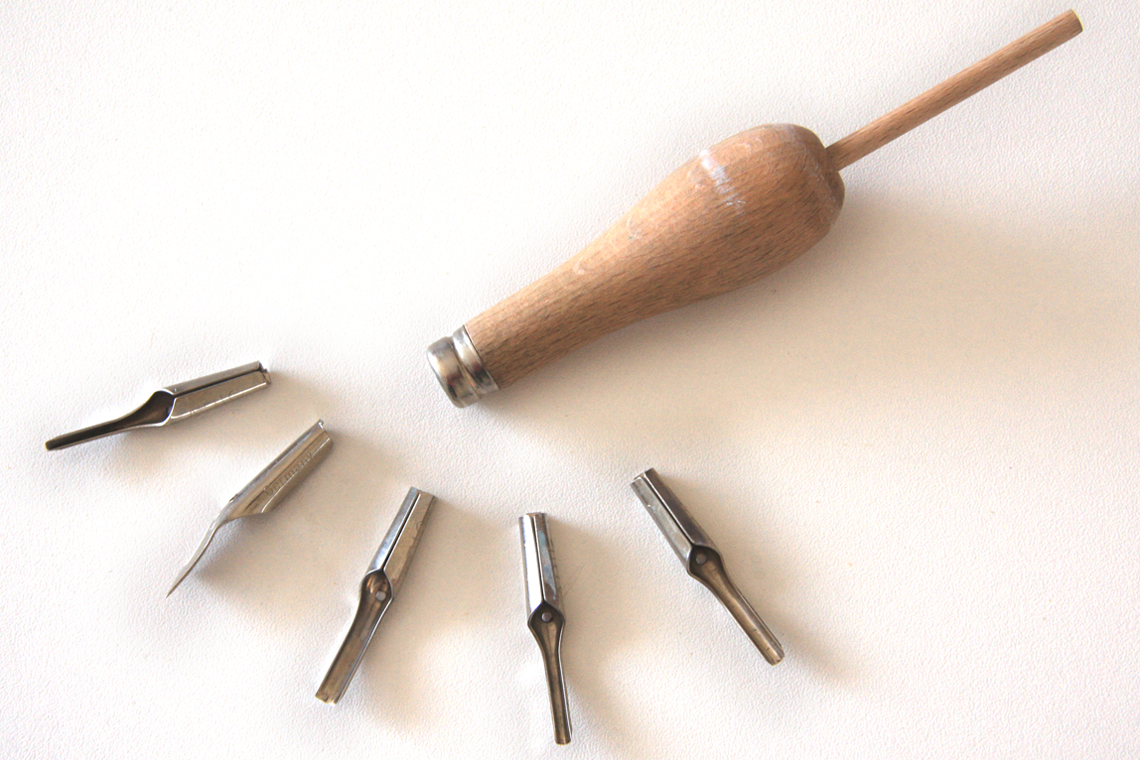
Eines per tallar (gúbies)

El linogravat és una variant del gravat en fusta (la xilografia), en el qual un full de linòleum (de vegades muntats en un bloc de fusta) es fa servir per a la superfície en relleu. El full de linòleum s'entinta amb un corró (anomenat Brayer) i, a continuació, s'impressiona sobre paper o tela.
Malgrant que el linòleum com a revestiment de sòls es remunta a l'any 1860, la tècnica d'impressió linogravada es va usar per primera vegada pels artistes de Die Brücke a Alemanya al 1905.
És més fàcil obtenir determinats efectes artístics amb linòleum que amb la majoria de les fustes. El linòleum és molt més fàcil de tallar que la fusta, especialment quan s'escalfa.
Entre els artistes que han utilitzat aquesta tècnica destaca Pablo Picasso, (1881-1973), Henri Matisse (1869-1954) i Jean Arp (1887-1966), entre d'altres.